# Maxime Verhagen
Maxime Jacques Marcel Verhagen, född 14 september 1956 i Maastricht, är en nederländsk politiker som representerar Kristdemokratisk appell. 
Han var ledamot av Europaparlamentet 1989-1994 och Generalstaternas andra kammare 1994-2007. Han var parlamentarisk gruppledare 2002-2007 och utrikesminister i Jan Peter Balkenendes regering 2007-2010. När Balkenende avgick efter det dåliga resultatet i parlamentsvalet 2010 utnämndes Verhagen till ny partiledare. Kristdemokraterna ingick i den efterföljande regeringen som tillträdde 14 oktober 2010, denna gång som mindre parti i en koalition med Folkpartiet för Frihet och Demokrati under ledning av Mark Rutte. Verhagen är i denna regering biträdande premiärminister och ekonomi- och jordbruksminister.
Verhagen har en magisterexamen i historia från Leidens universitet.